# Bergheim (Edertal)
Bergheim ist der größte Ortsteil der Gemeinde Edertal im nordhessischen Landkreis Waldeck-Frankenberg.
Zusammen mit dem benachbarten Giflitz, Sitz der Gemeindeverwaltung, bildet Bergheim das Gemeindezentrum, das daher im Regionalplan als Grundzentrum ausgewiesen ist.

## Geographische Lage
Bergheim liegt in der Wegaer Ederaue etwas nördlich der Mündung des Böhner Bachs und westlich der Mündung des Mölcherbachs in die Eder, die vom Rothaargebirge kommend der Fulda zufließt. Rund 3,5 km nördlich liegt Böhne, etwa 3 km nordnordöstlich Königshagen und knapp 4 km südöstlich Wellen. Ungefähr 1 km südlich befindet sich jenseits der Eder Giflitz. Zirka 2 km westnordwestlich von Bergheim liegt Mehlen mit der Ortslage Lieschensruh. Noch weiter im Westen befindet sich der Stausee Edersee. Die nächstgrößeren Städte sind Bad Wildungen (Süden) und Fritzlar (Osten).

## Geschichte

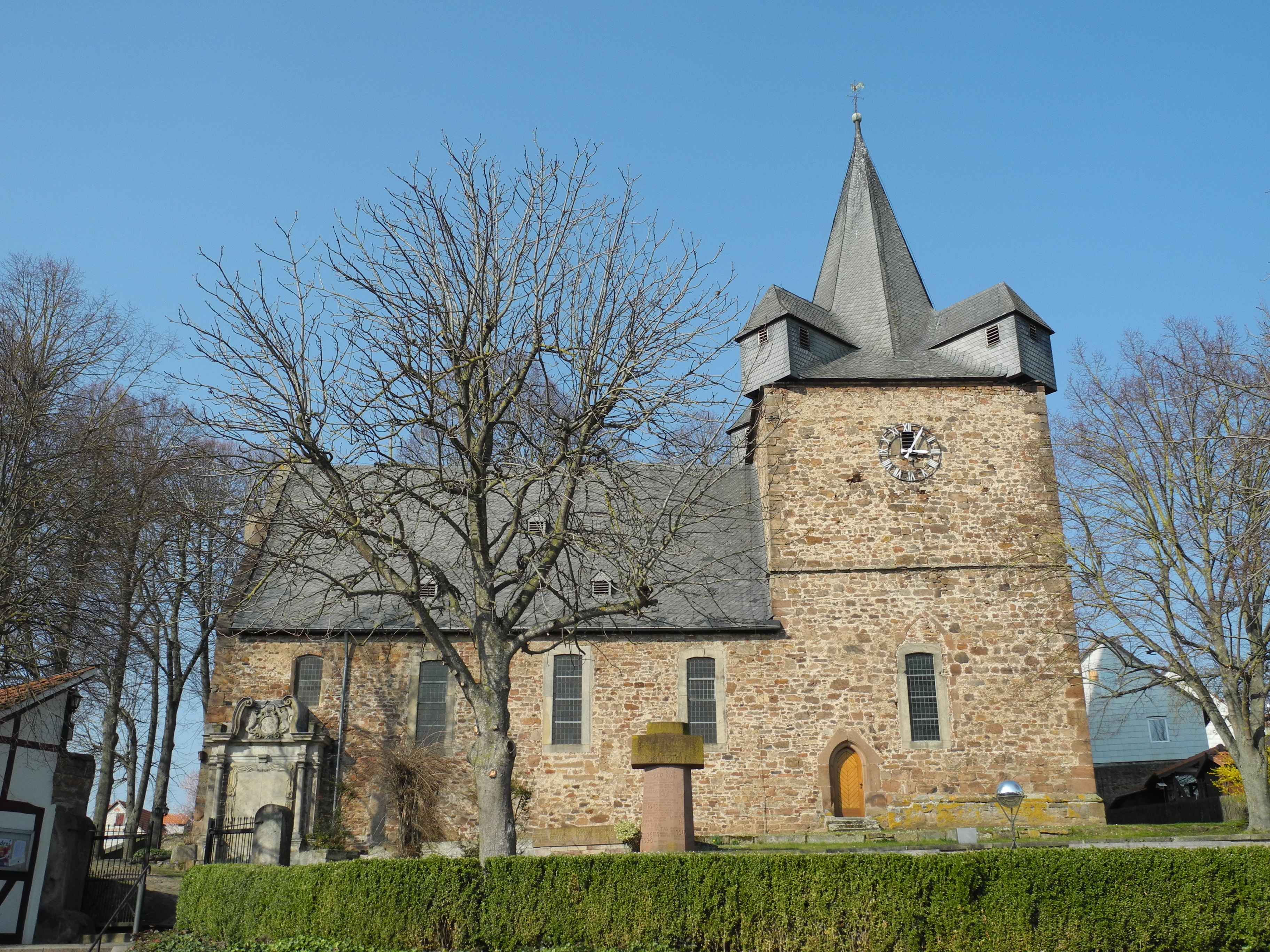
Die Martinskirche von Süden (2022)

### Schloss Bergheim
Das Schloss Bergheim wurde 1692 anstelle eines kleinen mittelalterlichen Burgsitzes für Graf Christian Ludwig von Waldeck erbaut. Dieser übergab das Schloss mit den Dörfern Bergheim, Wellen und Königshagen als Paragium an seinen Sohn aus zweiter Ehe Josias, der die bis 1938 bestehende gräfliche Nebenlinie Waldeck-Bergheim begründete. 1785 bis 1786 wurde das Schloss von dem Kasseler Baumeister Simon Louis du Ry im frühklassizistischen Stil für Graf Josias II. von Waldeck-Bergheim erweitert.

### Goldwäsche an der Eder
Wilhelm Ludwig von Eschwege gründete 1832 in Kassel die „Hessisch-Waldeckische Compagnie zur Gewinnung des Goldes aus dem Edder-Flusse“. Kurprinz und Mitregent Friedrich Wilhelm von Hessen-Kassel und Fürst Georg II. Heinrich von Waldeck beteiligten sich als Aktionäre und „höchste Protektoren“, und eine Anzahl hessischer und waldeckscher Adelige sowie angesehene Bürger der Region wurden Aktionäre. Die Gesellschaft errichtete Europas damals größte Goldwaschanlage an der Eder bei Bergheim, aber das teure Unternehmen wurde ein Flop, weil es keine Goldnuggets, sondern nur feinste Goldblättchen gab, und ging schon im Mai 1835 in Liquidation.

### Ortsgeschichte
Die älteste bekannte schriftliche Erwähnung von Bergheim  erfolgte im Jahr 1085 unter dem Namen Bercheim in einer Urkunde des Erzbistums Mainz.
Im Unterdorf befinden sich die seit der Reformation evangelische St. Martin-Kirche, eine ehemalige Wehrkirche, sowie das von den paragierten Grafen von Waldeck-Bergheim erbaute Schloss Bergheim. Vor der Kirche stehen ein Gedenkstein für die Toten des Zweiten Weltkriegs sowie eine „Glaskugel“, die als Merkmal des Dorfes steht (daher der Bergheimer Spitzname „Glaskugelgucker“). Wegen häufigen Diebstahls der Glaskugel wurde sie gegen eine Kunststoffkugel ausgetauscht. Die ursprüngliche Brücke über die Eder zwischen Bergheim und Giflitz wurde 1889/90 durch die Bauabteilung des damaligen Waldeck’schen Kreises der Eder erbaut und im Zweiten Weltkrieg durch die Flutwelle nach der Beschädigung der Edertalsperre zerstört. Die heutige Brücke wurde in den 1950er Jahren erbaut.
Hessische Gebietsreform (1970–1977)
Am 1. Juli 1971 wurde die Gemeinde Edertal im Zuge der Gebietsreform in Hessen durch den freiwilligen Zusammenschluss der bis dahin selbständigen Gemeinden Bergheim und Giflitz neu gebildet. Für Bergheim, wie für alle ehemaligen Gemeinden von Edertal, wurden Ortsbezirke mit Ortsbeirat und Ortsvorsteher nach der Hessischen Gemeindeordnung gebildet.

### Verwaltungsgeschichte im Überblick
Die folgende Liste zeigt die Staaten und Verwaltungseinheiten, in denen Bergheim lag:
- vor 1712: Heiliges Römisches Reich, Grafschaft Waldeck, Amt Waldeck
- ab 1712: Heiliges Römisches Reich, Fürstentum Waldeck, Amt Waldeck
- ab 1807: Fürstentum Waldeck, Amt Waldeck
- ab 1815: Fürstentum Waldeck, Oberamt der Eder (Sitz in Nieder-Wildungen)
- ab 1816: Fürstentum Waldeck, Oberjustizamt der Werbe (Sitz in Sachsenhausen)
- ab 1850: Fürstentum Waldeck-Pyrmont (seit 1849), Kreis der Eder[Anm. 1]
- ab 1867: Fürstentum Waldeck-Pyrmont (Akzessionsvertrag mit Preußen), Kreis der Eder
- ab 1871: Deutsches Reich, Fürstentum Waldeck-Pyrmont, Kreis der Eder
- ab 1919: Deutsches Reich, Freistaat Waldeck-Pyrmont, Kreis der Eder
- ab 1929: Deutsches Reich, Freistaat Preußen, Provinz Hessen-Nassau, Regierungsbezirk Kassel, Kreis der Eder
- ab 1942: Deutsches Reich, Freistaat Preußen, Provinz Hessen-Nassau, Regierungsbezirk Kassel, Landkreis Waldeck
- ab 1944: Deutsches Reich, Freistaat Preußen, Provinz Kurhessen, Regierungsbezirk Kassel, Landkreis Waldeck
- ab 1945: Deutsches Reich, Amerikanische Besatzungszone, Groß-Hessen, Regierungsbezirk Kassel, Landkreis Waldeck
- ab 1946: Deutsches Reich, Amerikanische Besatzungszone, Hessen, Regierungsbezirk Kassel, Landkreis Waldeck
- ab 1949: Bundesrepublik Deutschland, Hessen, Regierungsbezirk Kassel, Landkreis Waldeck
- ab 1971: Bundesrepublik Deutschland, Hessen, Regierungsbezirk Kassel, Landkreis Waldeck, Gemeinde Edertal
- ab 1974: Bundesrepublik Deutschland, Hessen, Regierungsbezirk Kassel, Landkreis Waldeck-Frankenberg, Gemeinde Edertal

### Ehemalige Jüdische Gemeinde Bergheim
Die Jüdische Gemeinde Bergheim bestand vom 18. Jahrhundert bis nach dem Ersten Weltkrieg. Zu ihr gehörten die jüdischen Familien aus Affoldern, Bergheim, Kleinern, Mehlen und Wellen. Die Gemeinde bestand nach bisherigen Erkenntnissen aus ca. zehn Familien. Es bestanden eine Synagoge und eine Religionsschule. Es wird vermutet, dass es auch ein rituelles Bad (Mikwe) gab, das sich allerdings nicht in der Synagoge befand. Im 19. Jahrhundert wurde auch ein jüdischer Friedhof in Bergheim angelegt. Dort wurden die jüdischen Einwohner der Orte Bergheim, Wellen, Mehlen, Affoldern und Kleinern beigesetzt. Die Friedhofsfläche beträgt 10,06 ar. Heute sind noch 19 Grabsteine erhalten, aber der Friedhof dürfte mindestens 24 bis 27 Gräber umfassen. Die noch lesbaren Inschriften stammen aus dem Zeitraum von 1810 bis 1930. Der Friedhof befindet sich in der Straße „Am Weinberg“.

## Bevölkerung

### Einwohnerstruktur 2011
Nach den Erhebungen des Zensus 2011 lebten am Stichtag, dem 9. Mai 2011, in Bergheim 933 Einwohner. Darunter waren 9 (0,9 %) Ausländer. Nach dem Lebensalter waren 198 Einwohner unter 18 Jahren, 363 waren zwischen 18 und 49, 198 zwischen 50 und 64 und 174 Einwohner waren älter. Die Einwohner lebten in 366 Haushalten. Davon waren 90 Singlehaushalte, 108 Paare ohne Kinder und 138 Paare mit Kindern, sowie 21 Alleinerziehende und 6 Wohngemeinschaften. In 75 Haushalten lebten ausschließlich Senioren und in 240 Haushaltungen leben keine Senioren.

### Einwohnerentwicklung
Quelle: Historisches Ortslexikon
- 1620: 42 Häuser
- 1650: 17 Häuser
- 1738: 37 Wohnhäuser
- 1770: 48 Häuser, 330 Einwohner

| Bergheim: Einwohnerzahlen von 1770 bis 2020 | Bergheim: Einwohnerzahlen von 1770 bis 2020 | Bergheim: Einwohnerzahlen von 1770 bis 2020 | Bergheim: Einwohnerzahlen von 1770 bis 2020 | Bergheim: Einwohnerzahlen von 1770 bis 2020 |
| --- | ------------------------------------------- | ------------------------------------------- | ------------------------------------------- | ------------------------------------------- |
| Jahr |                                             |                                             |                                             | Einwohner                                   |
| 1770 | 1770                                        |                                             | 330                                         | 330                                         |
| 1800 | 1800                                        |                                             | ?                                           | ?                                           |
| 1834 | 1834                                        |                                             | 562                                         | 562                                         |
| 1840 | 1840                                        |                                             | 588                                         | 588                                         |
| 1846 | 1846                                        |                                             | 585                                         | 585                                         |
| 1852 | 1852                                        |                                             | 625                                         | 625                                         |
| 1858 | 1858                                        |                                             | 630                                         | 630                                         |
| 1864 | 1864                                        |                                             | 609                                         | 609                                         |
| 1871 | 1871                                        |                                             | 597                                         | 597                                         |
| 1875 | 1875                                        |                                             | 577                                         | 577                                         |
| 1885 | 1885                                        |                                             | 597                                         | 597                                         |
| 1895 | 1895                                        |                                             | 583                                         | 583                                         |
| 1905 | 1905                                        |                                             | 564                                         | 564                                         |
| 1910 | 1910                                        |                                             | 562                                         | 562                                         |
| 1925 | 1925                                        |                                             | 593                                         | 593                                         |
| 1939 | 1939                                        |                                             | 585                                         | 585                                         |
| 1946 | 1946                                        |                                             | 772                                         | 772                                         |
| 1950 | 1950                                        |                                             | 854                                         | 854                                         |
| 1956 | 1956                                        |                                             | 840                                         | 840                                         |
| 1961 | 1961                                        |                                             | 830                                         | 830                                         |
| 1967 | 1967                                        |                                             | 841                                         | 841                                         |
| 1980 | 1980                                        |                                             | ?                                           | ?                                           |
| 1990 | 1990                                        |                                             | ?                                           | ?                                           |
| 2000 | 2000                                        |                                             | ?                                           | ?                                           |
| 2011 | 2011                                        |                                             | 933                                         | 933                                         |
| 2015 | 2015                                        |                                             | 940                                         | 940                                         |
| 2020 | 2020                                        |                                             | 905                                         | 905                                         |
| Datenquelle: Historisches Gemeindeverzeichnis für Hessen: Die Bevölkerung der Gemeinden 1834 bis 1967. Wiesbaden: Hessisches Statistisches Landesamt, 1968. Weitere Quellen: LAGIS; Gemeinde Edertal; Zensus 2011 |                                             |                                             |                                             |                                             |

### Historische Religionszugehörigkeit
| • 1895: | 574 evangelische (= 98,46 %), drei katholische (= 0,51 %), sechs jüdische (= 1,03 %) Einwohner |
| • 1961: | 724 evangelische (= 87,23 %), 82 katholische (= 9,88 %) Einwohner                              |

## Vereine
Der Ort hat ein reges Vereinsleben:
- Freiwillige Feuerwehr Bergheim
- DRK Ortsverband Bergheim
- Landfrauen Bergheim
- Männergesangverein 1920 Bergheim e. V.
- Schützenverein Bergheim
- TV 08 Bergheim (Spielvereinigung Eintracht 04 Edertal)
- Ziegenzuchtfreunde „Weiße Wolke“ 1979 Bergheim e. V.

## Wirtschaft und Infrastruktur

### Gewerbe
Bergheim besteht aus dem Unterdorf und dem Oberdorf. Im Oberdorf befindet sich das Neubaugebiet mit vielen modernen Gebäuden. Das Unterdorf beheimatet die lokalen Gewerbe und ein Gemeindehaus.

### Tourismus
Eine besondere Attraktion ist der nahe Stausee Edersee mit einem unterhalb seiner Staumauer gelegenen Museum, in dem die Geschichte der Mauer und ihre Zerstörung im Zweiten Weltkrieg und die folgende Überschwemmung des Edertals dokumentiert sind. Bei sehr niedrigem Wasserstand des Edersees sind unter anderem Reste mehrerer Dörfer zu sehen.
Andere Ausflugsziele in der Umgebung sind Bad Wildungen, Schloss Waldeck, Fritzlar und der Kellerwald (mit Naturpark Kellerwald-Edersee und Nationalpark Kellerwald-Edersee) und außerdem das nahe Habichtswälder Bergland (mit Naturpark Habichtswald).

### Verkehr
Durch Bergheim führt die Landesstraße 3383, von der die Kreisstraßen 26 nach Böhne, 28 nach Königshagen und 33 nach Giflitz abzweigen. Hindurch verkehrt die Buslinie 503 des Nordhessischen Verkehrsverbundes. Der Eisenbahnverkehr endete am 3. Oktober 2001 mit der Stilllegung der Ederseebahn und dem ehemaligen Haltepunkt Bergheim-Giflitz.

### Öffentliche Einrichtungen
- Kindergarten
- Grundschule und Gesamtschule (Haupt- und Realschule sowie Gymnasialzweig)[12]

## Persönlichkeiten
- Johann Daniel Michel (Politiker, 1758) (1758–1841), waldeckischer Gutsbesitzer und Landstand, 1816 bis 1841 Grebe in Bergheim
- Johann Daniel Michel (Politiker, 1801) (1801–1852), waldeckischer Gutsbesitzer und Landstand, 1842 bis 1848 Grebe und 1848 bis 1852 Bürgermeister in Bergheim